# Demografía de Samoa

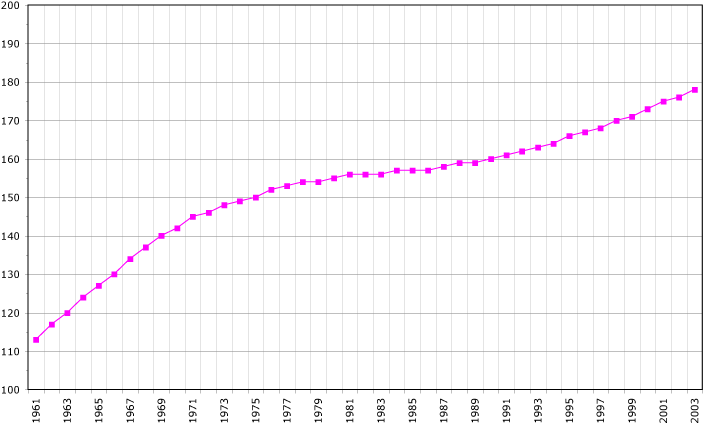
Gráfico demográfico de Samoa.

Samoa es un país que comprende un grupo de islas perteneciente al archipiélago de la Polinesia al sur del Océano Pacífico.

## Datos demográficos
- Población: 177.714 habitantes (estimación, julio de 2004)
- Tasa de crecimiento poblacional: -0,25% (2004 est.)
- Tasa de natalidad: 15,69 nacimientos/1.000 habitantes (2004 est.)
- Tasa de mortalidad: 6,47 fallecimientos/1.000 habitantes (2004 est.)
- Índice neto de migración: -11,7 migrantes/1.000 habitantes (2004 est.)
- Población urbana: 21,4%.

## Estructura etaria
- 0-14 años: 28.3% (hombres 25.548; mujeres 24.668)
- 15-64 años: 65.5% (hombres 72.820; mujeres 43.563)
- 65 y más años: 6.3% (hombres 5.096; mujeres 6.019) (2004 est.)

## Edad promedio
- General: 24,2 años
- hombres: 26,8 años
- mujeres: 20.8 años (2004 estimado)

## Distribución por sexo
- al nacer: 1,05 hombres/mujer
- hasta los 15 años: 1,04 hombres/mujer
- 15-64 años: 1,67 hombres/mujer
- 65 y más años: 0,85 hombre/mujer
- total población: 1,39 hombres/mujer (2004 est.)

## Tasa de mortalidad infantil
- total: 28,72 muertes/1.000 nacimientos vivos
- hombres: 33,83 muertes/1.000 nacimientos vivos
- mujeres: 23,35 muertes/1.000 nacimientos vivos (2004 est.)

## Expectativa de vida al nacer
- total de la población:70,41 años
- hombres: 67,64 años
- mujeres: 73,33 años (2004 est.)

## Tasa de fertilidad
- 3,11 niños nacidos/mujer (2004 est.)

## HIV/AIDS
- tasa de presencia en adultos: No disponible
- personas viviendo con HIV/AIDS: 12
- muertes: 3

## Grupos étnicos
Samoanos 92,6%, Euronesios 7% (personas con sangre europea y polinesa), Europeos 0,4%

## Religión y creencias
Es un país mayormente Cristiano, pero decae cada año pasando de un 80,2 % en 2002 a 71,2 % en 2015.

## Idiomas
Samoano (Polinesio), Inglés

## Alfabetismo
Definición: personas de 15 y más años que pueden leer y escribir.
- total de la población: 99,7%
- hombres: 99,6%
- mujeres: 99,7% (2003 est.)
- Tasa de analfabetismo: 20%.

- Datos: Q3044344
- Multimedia: Demographics of Samoa / Q3044344